# Tin Ujević

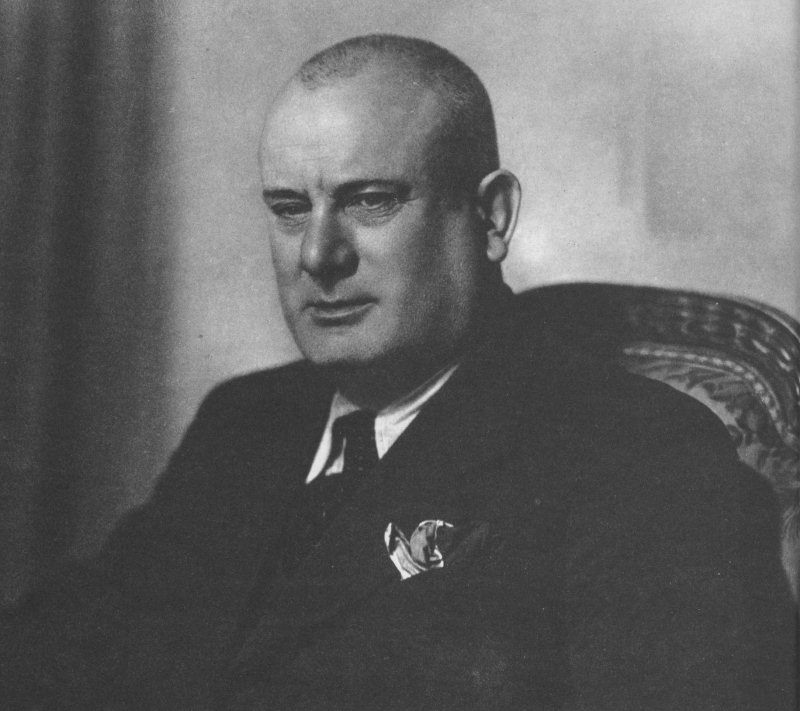

Augustin "Tin" Ujević (n. 5 iulie 1891 - d. 12 noiembrie 1955) a fost un poet și dramaturg din Vrgorac, Croația.
El este recunoscut pentru că a tradus în limba croată numeroase scrieri ale unor diverși autori, inclusiv  Walt Whitman, Marcel Proust și Joseph Conrad.

## Operele principale
- Lelek sebra (1920)
- Kolajna (1926)
- Auto na korzu (1932)
- Ojađeno zvono (1933)
- Skalpel kaosa (1938)
- Ljudi za vratima gostionice (1938)
- Žedan kamen na studencu (1955)